# Julio César Cáceres
Pour les articles homonymes, voir Cáceres.
Julio César Cáceres López, né le 5 octobre 1979 à San José de los Arroyos, est un footballeur paraguayen, ayant évolué au poste de défenseur, puis reconverti entraîneur. 

## Carrière

### Équipe nationale
- Première sélection en Équipe du Paraguay le 17 avril 2002 (Angleterre 4 - 0 Paraguay)
- 35 sélections, 2 buts en Équipe du Paraguay (au 20 juin 2006)
- Participation à 2 Coupes du monde : 2002 (1 match) et 2006 (3 matchs)

Il fait partie des 23 joueurs paraguayens sélectionnés pour participer à la coupe du monde 2010.

### Clubs
| Saison             | Club                                         | Pays      | Championnat | Championnat | Championnat |
| ------------------ | -------------------------------------------- | --------- | ----------- | ----------- | ----------- |
| Saison             | Club                                         | Pays      | Division    | Matchs      | Buts        |
| 2000 - 2000        | Club Olimpia                                 | Paraguay  | Division 1  | 11          | 1           |
| 2001 - 2001        | Club Olimpia                                 | Paraguay  | Division 1  | 19          | 0           |
| 2002 - 2002        | Club Olimpia                                 | Paraguay  | Division 1  | 25          | 3           |
| 2003 - 2003        | Club Olimpia                                 | Paraguay  | Division 1  | 29          | 1           |
| 2004 - 2004 (jui.) | Club Olimpia                                 | Paraguay  | Division 1  | 7           | 2           |
| 2004 - 2005        | FC Nantes                                    | France    | Ligue 1     | 12          | 0           |
| 2005 - 2005 (déc.) | Atlético Mineiro (Prêté par FC Nantes)       | Brésil    | Série A     | 20          | 3           |
| 2005 (déc.) - 2006 | River Plate (Prêté par FC Nantes)            | Argentine | Division 1  | 15          | 0           |
| 2006 - 2006 (déc.) | Gimnàstic de Tarragona (Prêté par FC Nantes) | Espagne   | Division 1  | 11          | 0           |
| 2006 (déc.) - 2007 | Tigres UANL                                  | Mexique   | Division 1  | 17          | 1           |
| 2007 - 2008        | Tigres UANL                                  | Mexique   | Division 1  | ?           | ?           |
| 2008 - 2009        | Boca Juniors                                 | Argentine | Division 1  | 0           | 0           |

## Palmarès
- Copa Libertadores (1) :
  - Vainqueur : 2002

- Coupe intercontinentale :
  - Finaliste : 2002